# Marino II
Marino II (* Roma, (¿?)-† 1 de mayo de 946) fue el papa 128.º de la Iglesia católica, de 942 a 946.
Fue elegido papa, al igual que su predecesor, por disposición del príncipe y senador romano Alberico II quien, al igual que su madre Marozia, sometió durante décadas a los papas elegidos bajo su mandato.
De su pontificado solo se conservan algunas actas dirigidas a obispos y abades, ya que prosiguió la reforma monacal iniciada por León VII y el abad de Cluny. Promulgó asimismo bulas que favorecieron los intereses de diversos monasterios.

## El nombre del papa
Este papa fue también conocido como Martín III, debido a que durante la Edad Media el nombre de Marino se confundió con el de Martín,  lo que supuso que en la lista de los papas,  a Marino I se le llamara Martín II y a Marino II se le llamara Martín III. Este hecho implicó que, al corregirse el error, en las listas actuales de papas se pase de Martín I a Martín IV y no hayan existido papas con los nombres de Martín II y Martín III.